# Symbol
Symbol es una empresa adquirida por Motorola que comercializa sistemas de radiofrecuencia computarizada, entre otros productos.
El uso habitual de este tipo de sistemas es para capturar por medio de su láser, códigos de barras de tiendas de autoservicio, tiendas o negocios que se comunican con el sistema correspondiente, el cual permite administrar listados de precios así como gestiones de inventarios y almacenes, son prácticas y fáciles de manejar por su lenguaje amistoso con el usuario terminal, además de ser portátiles y muy ligeras.

## Redes
El sistema symbol funciona gracias sistema de redes inalámbricas, ya sea WLAN (IEEE 802.11), y WWAN (GSM, GPRS) y WPAN (Bluetooth). Esto permite a los auxiliares de piso de venta o gerentes de un supermercado estar conectados fácilmente al sistema de datos de la tienda y mandar imprimir etiquetas a su mesa de control (sistema S.I.M.A) por medio de un sistema de radiofrecuencia.

## Códigos de barras
Para que un producto pueda venderse en un local o en una tienda de autoservicio que tiene un sistema tipo SIMA el cual utiliza el sistema symbol para la administración de dichas mercancías, es necesario que la mercancía en cuestión proporcione un código de barras, único que lo distingue de las demás mercancías.
Los distribuidores de mercancías para este tipo de establecimientos, han conseguido un código de barras para cada uno de sus productos a través de una asociación con la organización nacional miembro de la Global Standards One (GS1). Esta marca nace a partir de la alianza de principalmente organismos internacionales, UCC (Uniform Code Council), EAN International (European Article Number), quienes son los que a nivel mundial pueden establecer las códigos de barras que distinguirán dichas mercancías alrededor del mundo si fuese necesario. 
Un código de barras, es leído por el escáner a través de una luz láser lanzada desde la symbol directamente sobre la superficie donde está impreso el código de barras. La luz es absorbida por la obscuridad de las barras, y atraviesa los espacios de luz restantes que permiten la codificación correcta del código.
El código de barras en cuestión, tiene una iniciación EAN.UUC el cual distingue a esa compañía por encima de otras.

### Elementos del código
Los códigos de barras se distinguen principalmente por dos componentes
- Código.- Es un número asignado a la mercancía correspondiente, que es única e irrepetible con respecto a las demás mercancías de la tienda, las combinaciones de números son prácticamente infinitas y las probabilidades de que se repitan dos o más códigos son muy remotas (de hecho, hay softwares especiales que se encargan de evitar que esto suceda).
- Símbolo.- Es la representación gráfica de la combinación numérica (en ocasiones alfanumérica) de dicha mercancías. Es la serie de líneas paralelas verticales, gruesas y delgadas que podemos percibir con nuestra vista cuando nos fijamos cuidadosamente en el empaque del producto que vamos a adquirir, sin él, sería imposible que, tanto el sistema SIMA de cajas, como el lector láser de la symbol, pudieran leer, capturar y traducir la información que en ella se presenta.

### ID de información
Cada código de barras, como ya se ha mencionado, es único e irrepetible, esto es gracias a que contiene una ID que lo identifica del resto de los códigos de barras. El código de barras, es prácticamente un compendio de información en un espacio reducido, el cual es práctico y funcional para los usuarios, los cuales son leídos con facilidad por la symbol.

### Sistema dual o binario
A menudo, el sistema de código de barras, se ha comparado en el sistema binario de "1" y "0" que son el lenguaje primario de todo ordenador, a menudo de igual forma se han comparado con el sistema de clave morse, haciendo la analogía entre las barras anchas (que serían el equivalente a las rayas), y las barras angostas (que serían el equivalente a los puntos), esto porsupuesto sin olvidar sus respectivos espacios o "pausas".

### Simbología
Se trata de un lenguaje utilizado entre el sistema SIMA (o el correspondiente) asociado a la symbol, y al código gráfico del producto que contiene la información. La simbología sirve para que el lector láser de la terminal (escáner) y el código de barras la correcta comunicación entre ellas. El sistema entiende y traduce a la perfección la información que viene implícita en el código de barras.

### Tipos de simbología
Existen distintos tipos de simbología entre los códigos de barras, y todas son pensadas para cubrir una necesidad en específica. Para enunciar los tipos de código mencionaremos:
- UPC-EAN
- Código 39
- Código 128
- UPC A
- UPC D
- Postnet
- Maxicode
- Entrelazado 2 a 5 o ITF

## Tipos de symbol
Existen tres tipos de symbol que podemos encontrar en el mercado, no es necesario añadir que las tres son portátiles.
- Key Based.- Es el tipo de symbol que tiene un teclado para poder capturar e ingresar información. Si por alguna razón, el auxiliar de piso de venta, no puede capturar el símbolo en cuestión, ya sea porque está maltratado o por ser muy pequeño, puede introducir el código de barras manualmente y sin problema alguno. Es muy útil cuando él está generando una lista de códigos para impresión de etiquetas de góndola hacia la mesa de control, como si tiene que digitar el código para un inventario cíclico.

- Pen Based.- Se basa en el uso de una pluma y una tecnología tipo "touch screen", muy útil cuando se hacen auditorías o inventarios generales de tienda, ya que la pantalla en este tipo de symbol es interactivo y es más eficiente manejarlo de esta forma. Si no se cuenta con una pluma especial para este tipo de pantalla, se pueden utilizar las yemas de los dedos, pero jamás las uñas ni tampoco ningún artefacto ni utensilios tales como plumas o lápices.

- En vehículos.- Son terminales móviles especiales que se usan dentro de los montacargas.

## Ejemplos de symbol
- La MC9000G.- Es el tipo periférico inalámbrico que encontramos en un supermercado, es rápida y tiene comunicación inmediata con cualquier punto del almacén o tienda donde se encuentre, tiene buena recepción.

- La MC50.- Dotada de opciones de captura de datos avanzada, ideales para satisfacer necesidades empresariales, ya que no solo transmite datos sino también información con voz.

- La LS9208.- Ideal para negocios minoristas, farmacias y locales por el estilo porque mantiene comunicación constante con la sección de cobranza al público.

- La P360 y P460.- Es buena para soportar largas cargas de trabajo, pues su batería dura hasta 15 horas.

- Entre otras.